# Madrid Tennis Grand Prix 1977
Il Madrid Tennis Grand Prix 1977 è stato un torneo di tennis giocato sulla terra rossa. È stata la 6ª edizione del Madrid Tennis Grand Prix che fa parte del Colgate-Palmolive Grand Prix 1977. Si è giocato a Madrid in Spagna dal 10 al 16 ottobre 1977.

## Campioni

### Singolare
Björn Borg ha battuto in finale  Jaime Fillol con il punteggio di 6–3, 6–0, 6–7, 7–6

### Doppio
Bob Hewitt /  Frew McMillan hanno battuto in finale  Antonio Muñoz /  Manuel Orantes con il punteggio di 6–7, 7–6, 6–3, 6–1